# Микулино (Вилейский район)
Мику́лино (бел. Мікуліна) — деревня в составе Долгиновского сельсовета Вилейского района Минской области Белоруссии.

## Географическое положение
Деревня расположена в 51 км на север от Вилейки и в 13 км от ж/д станции Будслав (линия Молодечно — Полоцк), в 116 км от Минска.

## История
В 1765 году деревня входила в состав имения Долгиново в Ошмянском повете Виленского воеводства. Представляла собой шляхетскую собственность и состояло из двух дворов. В состав Российской империи Микулино вошло после второго раздела Речи Посполитой в 1793 году. В 1800 году относилось к Вилейскому уезду Минской губернии. В 1905 году деревня входила в состав Долгиновской волости Виленской губернии; к ней относились 250 десятин земли.
В 1921—1939 годах Микулино находилось в составе Польши. В 1938 году деревня относилась к Долгинувской гмины Вилейского повята Виленского воеводства. В ноябре 1939 года деревня вошла в состав БССР, а уже 4 декабря того же года — в состав Вилейского повета Вилейской области. С 15 января 1940 года Микулино стало относиться к Кривичскому району. 12 октября 1940 года вошло в состав Волколатского сельсовета.
Во время Великой Отечественной войны Микулино было оккупировано немецко-фашистскими войсками с июня 1941 года по 3 июля 1944 года.
20 сентября 1944 года Микулино вошло в состав Молодечненской области. С 20 января 1960 года деревня стала относиться к Минской области. 25 декабря 1962 года стала частью Вилейского района. 4 апреля 1973 года Микулино вошло в состав Долгиновского сельсовета. В 1988 году деревня относилась к колхозу им. Ленина. По данным 2010 года, деревня входила в состав СПК Язни.

## Этимология
В основе названия лежит фамилия, являющаяся производной от имени Микула.

## Население
- 1800 год — 64 человека, 15 хозяйств[2]
- 1905 год — 156 человек[2]
- 1921 год — 258 человека, 43 хозяйств[4]
- 1931 год — 254 человека, 49 хозяйств; колония — 63 человека, 13 дворов; имение — 9 человек, 2 двора[2][5]
- 1960 год — 195 человек[2]
- 1988 год — 51 человек, 2 хозяйства[2]
- 2003 год — 32 человека, 23 хозяйства[2]
- 2008 год — 26 человек, 18 хозяйств[2]

## Известные уроженцы
- Франтишек Селицкий — польский литературовед-славист, фольклорист, доктор филологических наук[2]

## Комментарии
1. ↑  Название и ударение даны по: Назвы населеных пунктаў Рэспублікі Беларусь: Мінская вобласць: нарматыўны даведнік / І. А. Гапоненка і інш.; пад рэд. В. П. Лемцюговай. — Минск: Тэхналогія, 2003. — С. 148.